# Craspedolepta pinicola
Craspedolepta pinicola är en insektsart som först beskrevs av Crawford 1914.  Craspedolepta pinicola ingår i släktet Craspedolepta och familjen rundbladloppor. Inga underarter finns listade i Catalogue of Life.